# 寅次郎的故事14 寅次郎摇篮曲
《寅次郎的故事14 寅次郎摇篮曲》（日語：男はつらいよ 寅次郎子守唄）是一部1974年上映的日本喜剧电影，亦是《寅次郎的故事系列》的第十四部剧场版作品。由山田洋次导演，渥美清、倍赏千惠子、前田吟、下条正巳、三崎千惠子及十朱幸代等等主演。於1974年12月28日上映。
从该作品开始，饰演车龙造（外甥）的松村达雄变由下条正巳取代。从以后直到第48部由下条正巳担任饰演外甥。

## 劇情簡介
寅次郎在九州旅行中遇到一個帶著嬰孩的父親，閒聊間，寅次郎得知該名父親感到困難，該名父親把嬰孩遺棄給寅次郎，寅次郎唯有將嬰孩抱回東京柴又老家。而家人正在憂慮當叔叔和嬸嬸去世後誰會去打理店舖。家人和鄰居懷疑寅次郎是嬰孩的父親。嬰孩有病，需要去醫院，這回寅次郎又愛上醫院的護士京子，引起一輪混亂。最後嬰兒的父親回來，消除眾人誤解。

## 主要演员
- 车寅次郎：渥美清
- 诹访樱：倍赏千惠子
- 车龙造：下条正巳
- 车つね：三崎千惠子
- 诹访博：前田吟
- たこ社长：太宰久雄
- 源公：佐藤蛾次郎
- 御前样：笠智众
- 踊子：春川真澄
- 佐藤幸夫：月亭八方
- 大川弥太郎：上条恒彦
- 木谷京子：十朱幸代
- 满男：中村隼人
- 工人1：羽生昭彦
- 工人2：長谷川英敏
- 工人3：松下努
- 工人4：渡边隆司
- 医生：木村贤治
- 药店店员：秩父晴子

### 英文
- . 英国电影协会.   [2013-05-03]. （原始内容存档于2012-10-17） （英语）.
- . Complete Index to World Film.   [2013-05-03]. （原始内容存档于2012-09-13） （英语）.
- Galbraith IV, Stuart. . DVD Talk. 2005-11-15  [2013-05-03]. （原始内容存档于2012-10-09） （英语）.

### 德文
- . www.molodezhnaja.ch.   [2013-05-03]. （原始内容存档于2013-05-20） （德语）.

### 日文
- . www.allcinema.net.   [2013-05-03]. （原始内容存档于2012-10-18） （日语）.
- . 日本电影院数据库（日本文化厅）.   [2013-05-03]. （原始内容存档于2012-02-26） （日语）. 外部链接存在于|publisher= (帮助)
- . 日本电影数据库.   [2013-05-03]. （原始内容存档于2013-11-05） （日语）.
- . 电影旬报.   [2013-05-03]. （原始内容存档于2012-03-09） （日语）.

### 中文
- . 豆瓣电影.   [2013-05-03]. （原始内容存档于2010-04-21）.